# Second-Hand Hearts
Second-Hand Hearts is een Amerikaanse filmkomedie uit 1981 onder regie van Hal Ashby.

## Verhaal
De zwerver Loyal Muke trouwt in een dronken bui met Dinette Dusty. Samen met de twee vervelende kinderen van Loyal vertrekt het pasgetrouwde echtpaar op reis naar Californië.

## Rolverdeling
| Acteur            | Personage     |
| ----------------- | ------------- |
| Robert Blake      | Loyal Muke    |
| Barbara Harris    | Dinette Dusty |
| Collin Boone      | Human Dusty   |
| Amber Rose Gold   | Iota          |
| Jessica Stansbury | Sandra Dee    |
| Erica Stansbury   | Sandra Dee    |
| Bert Remsen       | Voyd          |
| Sandra Blake      | Ermy          |
| Shirley Stoler    | Maxy          |